# Janusz Kruk
Janusz Kruk (Varsavia, 7 agosto 1946 – Varsavia, 18 maggio 1992) è stato un cantante, musicista e compositore polacco, membro della band 2 plus 1.

## Carriera
Dopo aver studiato al conservatorio di Varsavia, dove suonava il contrabbasso, sul finire degli anni 1960 fondò la band Warszawskie Kuranty, di cui faceva parte Elżbieta Dmoch. Nel gennaio 1971 Janusz ed Elżbieta formarono un nuovo gruppo, i 2 plus 1, che divenne famoso in Polonia tra gli anni 1970 e gli anni 1980, espandendosi anche a livello internazionale.
È stato leader della band fino alla sua morte, avvenuta nel 1992. Ha composto la maggior parte delle canzoni del gruppo e compare nei crediti degli album, ad eccezione dei 2 pubblicati in lingua inglese, Easy Come, Easy Go e Warsaw Nights. A metà degli anni 1980 iniziò a comporre musiche per diversi spettacoli teatrali.

## Vita privata
Nel corso della sua vita si è sposato 3 volte. Per circa 20 anni Elżbieta Dmoch, cofondatrice dei 2 plus 1, è stata sua moglie, dal matrimonio nel febbraio 1973 al divorzio sul finire degli anni 1980, dopo che Kruk lasciò Dmoch per un'altra donna.
È morto per un attacco cardiaco all'età di 45 anni; già prima del decesso soffriva di problemi al cuore. La sua scomparsa causò un forte shock alla sua ex moglie Dmoch, che da allora si è ritirata dalle scene.